# Per (drengenavn)
 For alternative betydninger, se Per. (Se også artikler, som begynder med Per)
Per er et drengenavn, der er en kortform af Peter. Navnet er primært udbredt i de  skandinaviske lande. Peer samt de svenske former Pär og Pehr forekommer også på dansk. Næsten 37.000 danskere bærer et af disse navne ifølge Danmarks Statistik.

## Kendte personer med navnet
- Per Arnoldi, dansk kunstner.
- Per Barfoed, dansk forfatter.
- Per Bjerregaard, dansk læge og fodbolddirektør.
- Per Buckhøj, dansk skuespiller.
- Per Olov Enquist, svensk forfatter.
- Per Federspiel, dansk politiker.
- Per Fly, dansk filminstruktør.
- Per Frimann, dansk fodboldspiller og -kommentator.
- Peer Frost Johansson, dansk guitarist.
- Per Chr. Frost, dansk guitarist.
- Per Gessle, svensk musiker.
- Per Brinch Hansen, dansk datalog.
- Per Hækkerup, dansk politiker og minister.
- Per Højholt, dansk digter.
- Per Kirkeby, dansk kunstner.
- Pär Lagerkvist, svensk forfatter.
- Per Leegaard, dansk håndboldspiller.
- Per Stig Møller, dansk udenrigsminister.
- Per Nielsen, dansk fodboldpiller.
- Per Nørgård, dansk komponist.
- Per Oscarsson, svensk skuespiller.
- Per Pallesen, dansk skuespiller.
- Per Spook, norsk modeskaber.
- Per Røntved, dansk fodboldspiller.
- Per Wahlöö, svensk forfatter.
- Per Wiking, dansk tv-vært.

## Navnet anvendt i fiktion
- Lille Per er en figur i Far til fire-filmene og -tegneserien.
- Peer Gynt er et dramatisk digt af Henrik Ibsen.
- Per er titlen på en dansk film fra 1975 af Hans Kristensen.
- Lykke-Per optræder i flere romaner af Henrik Pontoppidan.
- Per Jensen er hovedpersonen i Claus Deleurans tegneserie Rejsen til Saturn og filmatiseringen af samme navn